# يو إف سي ليلة القتال: غوستافسون ضد سميث
يو إف سي ليلة القتال: غوستافسون ضد سميث (بالإنجليزية: UFC Fight Night: Gustafsson vs. Smith)‏ هو حدث لفنون القتال المختلطة نظمته يو إف سي، أُقيم في 1 يونيو 2019، على إريكسون غلوب أرينا في ستوكهولم، السويد.